# 한선교
한선교(韓善敎, 1959년 6월 23일~)는 대한민국의 아나운서 출신 정치인이다. 제17·18·19·20대 국회의원을 지냈다.
1983년 KBS 제주방송총국 지역방송 처음 첫 입사 하였다. 1984년부터 문화방송으로 옮겨 아나운서로 일하다가 1995년부터 프리랜서가 되었다. 2004년 한나라당 대변인이 되었고, 경기도 용인시에서 제17·18·19·20대 국회의원에 당선되었다. 
2011년 제7대 한국농구연맹 총재에 선출되었다.

## 학력
- 우촌국민학교 졸업
- 동성중학교 졸업
- 1977년: 대일고등학교 졸업
- 1985년: 성균관대학교 이과대학 물리학 학사
- 2007년: 성균관대학교 국가전략대학원 국가경영학과 정치학 석사(학위논문명 - 여성 국가최고지도자의 등장조건 : 영국과 한국의 비교연구)
- 2012년: 성균관대학교 유학대학원 문학 석사

## 경력
- 1982년: 육군 병장 만기 제대
- 1983년~1984년: KBS 제주방송총국에서 지역방송 처음 첫 데뷔하였다.
- 1984년~1995년 4월: MBC 편성본부 아나운서팀 아나운서
- 1993년 4월~1994년 1월: MBC 스포츠뉴스 평일앵커
- 1994년 1월~1995년 4월: MBC 생방송 아침만들기 MC
- 1995년 4월~2002년 6월: 프리랜서 방송인
- 1996년 1월~1999년 1월: SBS 한선교의 좋은 아침 MC
- 1997년: 아나운서협의회 사무국장
- 1997년~1998년: ITV 프로농구 캐스터
- 1999년 1월~2004년 1월: SBS 한선교·정은아의 좋은 아침 MC
- 2004년 3월: 한나라당 대변인
- 2004년 4월 15일: 대한민국 제17대 국회의원 선거 당선(경기 용인시 을, 한나라당, 초선)
- 2004년 5월 30일~2008년 5월 29일: 제17대 국회의원(경기 용인시 을, 한나라당→무소속, 초선)
  - 2004년 7월~2006년 5월: 제17대 국회 전반기 건설교통위원회 위원
  - 2006년 6월~2008년 5월: 제17대 국회 후반기 환경노동위원회 위원
- 2004년~2008년: 한나라당 경기도당 용인시 을 당원협의회 위원장
- 2008년 4월 9일: 대한민국 제18대 국회의원 선거 당선(경기 용인시 수지구, 무소속, 재선)
- 2008년 5월 29일~2012년 5월 29일: 제18대 국회의원(경기 용인시 수지구, 무소속→한나라당→새누리당, 재선) 
  - 2008년 8월~2010년 5월: 제18대 국회 전반기 문화체육관광통신위원회 위원
  - 2010년 9월~2012년 5월: 제18대 국회 후반기 문화체육관광방송통신위원회 간사
- 2008년 7월~2009년 9월: 한나라당 홍보기획본부 본부장
- 2008년~2012년: 한나라당 경기도당 용인시 수지구 당원협의회 위원장
- 2011년 9월~2014년 6월: 한국농구연맹 총재
- 2012년: 새누리당 경기도당 용인시 수지구 당원협의회 위원장
- 2012년 4월 11일: 대한민국 제19대 국회의원 선거 당선(경기 용인시 병, 새누리당, 3선)
- 2012년 5월 30일~2016년 5월 29일: 제19대 국회의원(경기 용인시 병, 새누리당, 3선)
  - 2012년 7월~2013년 3월: 제19대 국회 전반기 문화체육관광방송통신위원회 위원장
  - 2013년 3월~2014년 5월: 제19대 국회 전반기 미래창조과학방송통신위원회 위원장
  - 2014년 6월~2016년 5월: 제19대 국회 후반기 교육문화체육관광위원회 위원
- 2012년 5월~2017년 2월: 새누리당 경기도당 용인시 병 당원협의회 위원장
- 2016년 4월 13일: 대한민국 제20대 국회의원 선거 당선(경기 용인시 병, 새누리당, 4선)
- 2016년 5월 30일~2020년 5월 29일: 제20대 국회의원(경기 용인시 병, 새누리당→자유한국당→무소속→미래한국당→미래통합당, 4선)
  - 2016년 6월~2018년 5월: 제20대 국회 전반기 교육문화체육관광위원회 위원
  - 2018년 7월~2020년 5월: 제20대 국회 후반기 정보위원회 위원
  - 2018년 7월~2020년 5월: 제20대 국회 후반기 문화체육관광위원회 위원
- 2017년 2월~2018년 2월: 자유한국당 경기도당 용인시 병 당원협의회 위원장
- 2018년 5월~2018년 6월: 제7회 전국동시지방선거 자유한국당 중앙선거대책위원회 부위원장
- 2018년 5월~2018년 6월: 제7회 전국동시지방선거 자유한국당 남경필 경기도지사 후보 공동선거대책위원장
- 2018년 12월~2020년 2월: 자유한국당 경기도당 용인시 병 당원협의회 위원장
- 2019년 1월~2019년 3월: 자유한국당 전국위원회 겸 전당대회 의장
- 2019년 3월~2019년 6월: 자유한국당 사무총장
- 2020년 2월~2020년 3월: 미래한국당 당대표[2]
- 2022년 3월~2022년 4월: 제8회 전국동시지방선거 경기도 용인시장 국민의힘 예비후보

## 수상
- 2011년 대한민국 헌정상 우수상
- 2009년 제1회 메니페스토 약속대상 우수상
- 2007년 국정감사 NGO 모니터단 선정 국정감사 우수의원
- 2007년 제5회 대한민국 환경문화대상 정치부문
- 2006년 한국환경정보연구센터 선정 환경활동평가 베스트 의원
- 2005년 중부일보 율곡대상
- 2004년 국정감사 NGO 모니터단 선정 국정감사 우수의원
- 2001년 SBS 연기대상 특별상
- 1997년 보건복지부장관 표창
- 1995년 MBC 연기대상 TV MC부문 특별상

## 전과
- 도로교통법위반(음주운전): 벌금 100만원 - 2002년 8월 9일 선고[3][4]
- 공무집행방해: 벌금 8,000,000원 - 2016년 12월 29일 선고[4]

## 역대 선거 결과
|  | 56.11% |

|  | 43.01% |

|  | 52.07% |

|  | 42.21% |

## 소속 정당
| 소속 정당 | 소속 정당  | 소속 기간 | 비고      |
| --------- | ---------- | --------- | --------- |
|           | 한나라당   | 2004~2008 | 정계 입문 |
|           | 무소속     | 2008      | 탈당      |
|           | 한나라당   | 2008~2012 | 복당      |
|           | 새누리당   | 2012~2017 | 당명 변경 |
|           | 자유한국당 | 2017~2020 | 당명 변경 |
|           | 무소속     | 2020      | 탈당      |
|           | 미래한국당 | 2020      | 창당      |
|           | 미래통합당 | 2020      | 합당      |
|           | 국민의힘   | 2020~현재 | 당명 변경 |

## 같이 보기
- 용인시 을 (2000년 선거구)
- 용인시 수지구 (선거구)
- 용인시 병
- 용인시의 국회의원
- 용인시 수지구의 국회의원